# Caemlin
Caemlin is een fictieve stad uit de boekencyclus Het Rad des Tijds van de schrijver Robert Jordan.
Caemlin is de hoofdstad van het koninkrijk Andor en wordt, naast Tar Valon, als de mooiste stad van De Oude Wereld beschouwd. Caemlin bestaat uit tweede gedeeltes; De Oude Stad, die gebouwd is door de Ogier en waar het paleis van de koningin van Andor staat, en De Nieuwe Stad, die een kleine 2000 jaar geleden door mensen is gebouwd. Caemlin wordt omgeven door een 50 voet hoge en witte muur. Naast de Oude en de Nieuwe Stad zijn er buiten de stadsmuren dorpen ontstaan, die men tegenwoordig ook tot Caemlin rekent.
Caemlin is een knooppunt van twee belangrijke wegen. Van west naar oost loopt de weg van Baerlon naar Aringil en Cairhien, terwijl van noord naar zuid de weg van Tar Valon naar Far Madding loopt.
Locaties: Baerlon · Caemlin · Emondsveld · Mistbergen · Shadar Logoth · Tweewater · Vierkoningen · Wittebrug